# Alec Cedric Xander

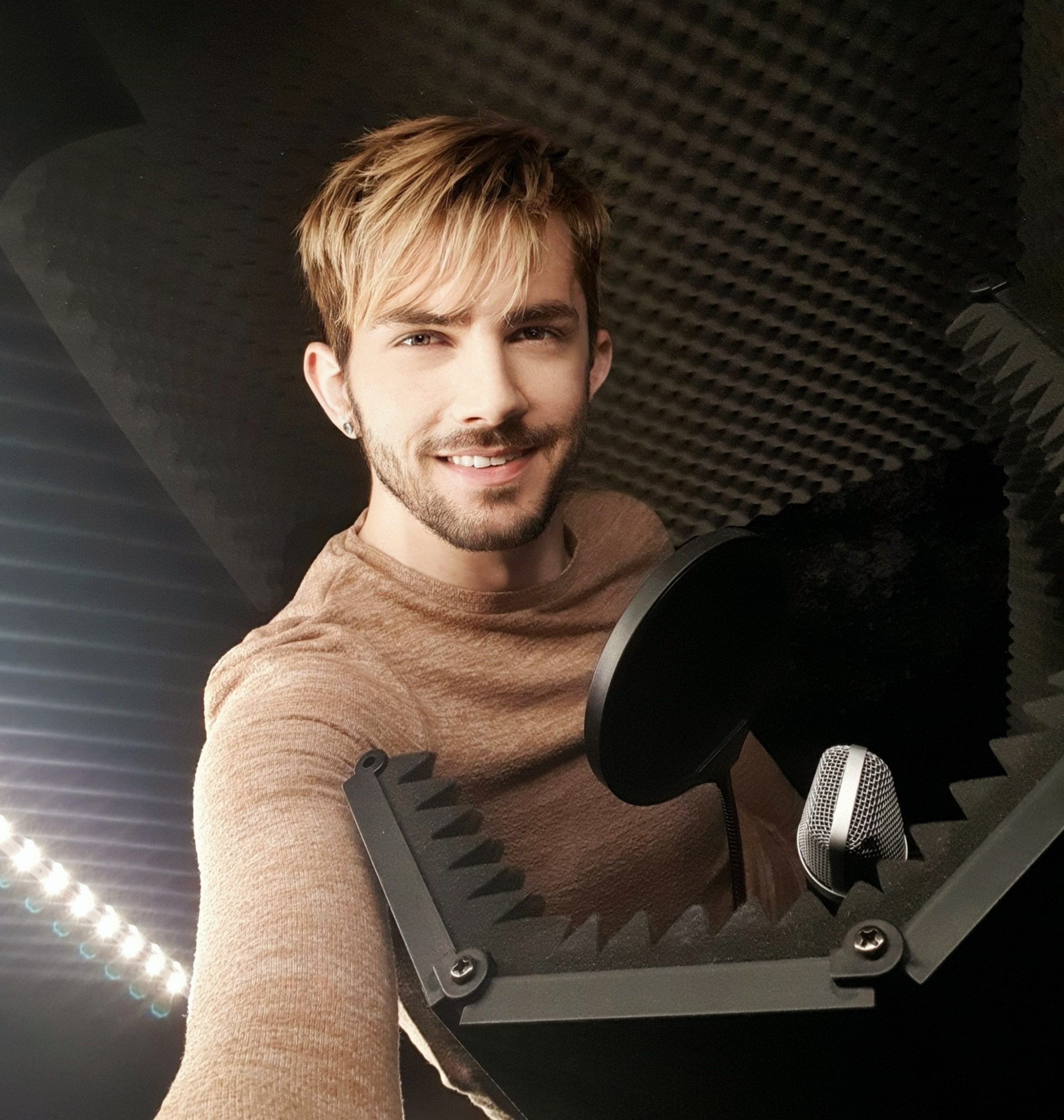
Alec Xander (2022)

Alec Xander (* 21. Oktober 1990 in Werne, Nordrhein-Westfalen) ist ein deutscher Schriftsteller. Xander lebt im Kreis Unna und hat sich unter anderem auf schwule Belletristik spezialisiert.

## Werke
Im Oktober 2012 veröffentlichte Alec das Buch People Always Leave, das von Suizid, Psychiatrie, Herzneurose, der heilenden Kraft zwischenmenschlicher Beziehungen und dem daraus entstehenden Lebensmut handelt. Bereits wenige Monate später, publizierte er den Roman Breakaway – Gefühle Kann Man Nicht Leugnen und erzählt die Geschichte zweier Jungen, die sich auch noch zehn Jahre nach ihrem Abschied nacheinander sehnen. Im Februar 2014 setzte er die Lovestory-Reihe mit Fantasy – Der Mann meiner Träume fort. Im Oktober 2014 publizierte er den Roman Trip To Your Heart. Kurz darauf folgte die satirische Weihnachtsgeschichte Funhouse – Umgeben von Idioten. Im Februar 2017 erschien die Neuauflage von Criminal – Lucys nasses Schlamassel. Im Juni 2017 veröffentlichte Alec den dramatischen Liebesroman Chaos – Die Brudergeschichte, der 2020 in einem zweiten Teil fortgeführt wurde.
Im Februar 2022 nahm er sein erstes Hörbuch mit dem Titel Oliver – Mach dich nackig auf, das im März gleichen Jahres veröffentlicht wurde.

## Bücher

### Romane
- Secret Love, Jugend-Drama, Himmelstürmer Verlag, 2012, ISBN 978-3-86361-088-3
- People Always Leave, Drama. HOMO Littera, Gratkorn 2012, ISBN 978-3-902885-13-5
- Breakaway – Gefühle kann man nicht leugnen, X-Scandal Books, Dublin 2013, ISBN 978-3-944672-45-8
- Fantasy, X-Scandal Books, Dublin 2014, ISBN 978-3-944672-48-9
- Criminal -Lucys nasses Schlamassel, X-Scandal Books, Dublin 2013, ISBN 978-3-944672-50-2
- Trip To Your Heart, X-Scandal Books, Dublin 2014, ISBN 978-3-9815809-5-2
- Funhouse, X-Scandal Books, Dublin 2014, ISBN 978-3-944672-49-6
- Dragor – Todbringendes Grün, X-Scandal Books, Dublin 2017
- Chaos – The BrotherStory, X-Scandal Books, Dublin 2017, ISBN 978-3-944672-99-1
- Oliver – Mach dich nackig!, X-Scandal Books, Dublin 2018, ISBN 978-3-944672-94-6
- Craving – Sehnsucht nach Dir, X-Scandal Books, Dublin 2021, ISBN 978-3-944672-97-7

Hörbuch
- Oliver – Mach dich nackig, X-Scandal Books, Dublin 2022

### Kurzgeschichten / Co-Autor
- Sweet Hazel Eyes in der Anthologie Sommergayflüster, HOMO Littera, Gratkorn 2013, ISBN 978-3-902885-29-6
- Lucy und der heiße Beichtstuhl, X-Scandal Books, Dublin 2015, ISBN 978-3-944672-65-6
- Three (Band 1–3), X-Scandal Books, Dublin 2015 / 2016
- Vor dem Abschied, X-Scandal Books, Dublin 2013
- GayRomeo, X-Scandal Books, Dublin 2013
- Streetboy, X-Scandal Books, Dublin 2014
- Future Sex, X-Scandal Books, Dublin 2014
- With You In The Distance in der Anthologie „Einfach weg“, HOMO Littera, Gratkorn 2018